# Xanthosoma weeksii
Xanthosoma weeksii är en kallaväxtart som beskrevs av Michael T. Madison. Xanthosoma weeksii ingår i släktet Xanthosoma och familjen kallaväxter. IUCN kategoriserar arten globalt som nära hotad.
Artens utbredningsområde är Ecuador. Inga underarter finns listade.